# Persone di nome Travis
| Questa pagina contiene informazioni ricavate automaticamente dalle voci biografiche con l'ausilio del template Bio e di un bot. L'aggiornamento è periodico e automatico e ricostruisce completamente la pagina. Se manca una persona in questa lista, sei pregato di non aggiungerla, ma accertati piuttosto che la sua voce biografica contenga il template Bio e che i dati anagrafici siano correttamente compilati. Se il template Bio manca, inseriscilo tu stesso o, in alternativa, metti l'avviso {{tmp\|Bio}} che ne segnala la mancanza. Se i dati riportati sono sbagliati, correggi direttamente la voce biografica; le modifiche saranno visibili in questa lista entro pochi giorni. Per chiarimenti vedi il progetto antroponimi. La lista contiene solo le 97 persone che sono citate nell'enciclopedia e per le quali è stato implementato correttamente il template Bio. Pagina aggiornata al 16 ott 2024. |

Questa è una lista di persone presenti nell'enciclopedia che hanno il prenome Travis, suddivise per attività principale.

## Allenatori di calcio(2)
- Travis Dodd, allenatore di calcio e ex calciatore australiano (Adelaide, n. 1980)
- Travis Pita Sinapati, allenatore di calcio e ex calciatore samoano americano (Pago Pago, n. 1982)

## Allenatori di football americano(2)
- Travis Jones, allenatore di football americano statunitense (Irwinton, n. 1972)
- Travis Smith, allenatore di football americano e ex giocatore di football americano statunitense (Walnut Creek)

## Allenatori di pallacanestro(1)
- Travis Ford, allenatore di pallacanestro e ex cestista statunitense (Madisonville, n. 1969)

## Animatori(1)
- Travis Knight, animatore, produttore cinematografico e regista statunitense (Hillsboro, n. 1973)

## Artisti marziali misti(2)
- Travis Browne, artista marziale misto statunitense (Oahu, n. 1982)
- Travis Fulton, artista marziale misto e pugile statunitense (Waterloo, n. 1977 - Cedar Rapids, † 2021)

## Attori(6)
- Travis Bennett, attore statunitense (California, n. 1994)
- Travis Fine, attore, sceneggiatore e regista statunitense (Atlanta, n. 1968)
- Travis T. Flory, attore televisivo statunitense (San Bernardino, n. 1992)
- Travis Milne, attore canadese (Fort McMurray, n. 1986)
- Travis Tedford, attore statunitense (Rockwall, n. 1988)
- Travis Van Winkle, attore statunitense (Victorville, n. 1982)

## Batteristi(2)
- Travis Barker, batterista, cantautore e produttore discografico statunitense (Fontana, n. 1975)
- Travis Demsey, batterista australiano

## Calciatori(2)
- Travis Mutyaba, calciatore ugandese (Nansana, n. 2005)
- Travis Nicklaw, calciatore statunitense (San Diego, n. 1993)

## Cestisti(24)
- Travis Best, ex cestista statunitense (Springfield, n. 1972)
- Travis Cohn, cestista statunitense (Decatur, n. 1989)
- Travis Conlan, ex cestista e dirigente sportivo statunitense (St. Clair Shores, n. 1975)
- Travis Daniels, cestista statunitense (Eutaw, n. 1992)
- Travis Diener, ex cestista statunitense (Fond du Lac, n. 1982)
- Travis Franklin, ex cestista statunitense (Baton Rouge, n. 1988)
- Travis Grant, ex cestista statunitense (Clayton, n. 1950)
- Travis Hansen, ex cestista statunitense (Provo, n. 1978)
- Travis Hyman, ex cestista statunitense (Annapolis, n. 1987)
- Travis Knight, ex cestista statunitense (Salt Lake City, n. 1974)
- Travis Leslie, cestista statunitense (Decatur, n. 1990)
- Travis Mays, ex cestista e allenatore di pallacanestro statunitense (Ocala, n. 1968)
- Travis Munnings, cestista bahamense (Freeport, n. 1994)
- Travis Outlaw, ex cestista statunitense (Starkville, n. 1984)
- Travis Peterson, ex cestista statunitense (Glendale, n. 1985)
- Travis Reed, ex cestista statunitense (Los Angeles, n. 1979)
- Travis Releford, ex cestista statunitense (Kansas City, n. 1990)
- Travis Taylor, cestista statunitense (Irvington, n. 1990)
- Travis Trice, cestista statunitense (Springfield, n. 1993)
- Travis Walton, ex cestista e allenatore di pallacanestro statunitense (Lima, n. 1987)
- Travis Warech, cestista statunitense (Pine Brook, n. 1991)
- Travis Watson, ex cestista statunitense (San Antonio, n. 1981)
- Travis Wear, ex cestista statunitense (Santa Ana, n. 1990)
- Travis Williams, ex cestista statunitense (Columbia, n. 1969)

## Chitarristi(1)
- Travis Stever, chitarrista statunitense (n. 1978)

## Ciclisti su strada(2)
- Travis McCabe, ex ciclista su strada statunitense (Prescott, n. 1989)
- Travis Meyer, ex ciclista su strada e ex pistard australiano (Viveash, n. 1989)

## Costumisti(1)
- Travis Banton, costumista statunitense (Waco, n. 1900 - Los Angeles, † 1958)

## Doppiatori(1)
- Travis Willingham, doppiatore statunitense (Dallas, n. 1981)

## Giocatori di baseball(3)
- Travis Jackson, giocatore di baseball statunitense (Waldo, n. 1903 - Waldo, † 1987)
- Travis Shaw, giocatore di baseball statunitense (Washington Court House, n. 1990)
- Travis d'Arnaud, giocatore di baseball statunitense (Long Beach, n. 1989)

## Giocatori di football americano(19)
- Travis Beckum, giocatore di football americano statunitense (Milwaukee, n. 1987)
- Travis Bell, giocatore di football americano statunitense (Montgomery, n. 1998)
- Travis Benjamin, giocatore di football americano statunitense (Belle Glade, n. 1989)
- Travis Bond, giocatore di football americano statunitense (Carolina del Nord, n. 1990)
- T.J. Carrie, giocatore di football americano statunitense (Antioch, n. 1990)
- Travis Coons, giocatore di football americano statunitense (Alta Loma, n. 1992)
- Travis Etienne, giocatore di football americano statunitense (Jennings, n. 1999)
- Travis Frederick, ex giocatore di football americano statunitense (Sharon, n. 1991)
- Travis Fulgham, giocatore di football americano statunitense (Alexandria, n. 1995)
- Travis Goethel, giocatore di football americano statunitense (Oceanside, n. 1987)
- Travis Homer, giocatore di football americano statunitense (West Palm Beach, n. 1998)
- Travis Hunter, giocatore di football americano statunitense (West Palm Beach, n. 2003)
- Travis Jones, giocatore di football americano statunitense (New Haven, n. 1999)
- Travis Kelce, giocatore di football americano e attore statunitense (Cleveland Heights, n. 1989)
- Travis Lewis, giocatore di football americano statunitense (San Antonio, n. 1988)
- Travis McNeal, ex giocatore di football americano statunitense (Birmingham, n. 1967)
- Travis Shelton, giocatore di football americano statunitense (Fort Lauderdale, n. 1985)
- Travis Swanson, ex giocatore di football americano statunitense (Kingwood, n. 1991)
- Travis Taylor, ex giocatore di football americano statunitense (Fernandina Beach, n. 1979)

## Hockeisti su ghiaccio(3)
- Travis Hamonic, hockeista su ghiaccio canadese (St. Malo, n. 1990)
- Travis Konecny, hockeista su ghiaccio canadese (London, n. 1997)
- Travis Zajac, ex hockeista su ghiaccio canadese (Winnipeg, n. 1985)

## Illustratori(1)
- Travis Smith, illustratore statunitense (San Diego, n. 1970)

## Imprenditori(1)
- Travis Kalanick, imprenditore statunitense (Los Angeles, n. 1976)

## Judoka(1)
- Travis Stevens, judoka statunitense (Bellevue, n. 1986)

## Modelli(1)
- Travis Fimmel, supermodello e attore australiano (Echuca, n. 1979)

## Musicisti(1)
- Machinedrum, musicista statunitense (Eden, n. 1982)

## Pattinatori di short track(1)
- Travis Jayner, ex pattinatore di short track statunitense (Riverview, n. 1982)

## Piloti automobilistici(1)
- Travis Webb, pilota automobilistico statunitense (Joplin, n. 1910 - McMinnville, † 1990)

## Piloti motociclistici(1)
- Travis Pastrana, pilota motociclistico statunitense (Annapolis, n. 1983)

## Produttori discografici(1)
- Travis Dickerson, produttore discografico, tastierista e cantante statunitense

## Rapper(2)
- Travie McCoy, rapper e cantautore statunitense (New York, n. 1981)
- Travis Mills, rapper, attore e modello statunitense (Riverside, n. 1989)

## Registi(1)
- Travis Mathews, regista, sceneggiatore e produttore cinematografico statunitense (n. 1975)

## Sceneggiatori(1)
- Travis Beacham, sceneggiatore statunitense (Cleveland, n. 1980)

## Sciatori alpini(3)
- Travis Dawson, ex sciatore alpino canadese (Calgary, n. 1988)
- Travis Ganong, ex sciatore alpino statunitense (Truckee, n. 1988)
- Travis Svensrud, ex sciatore alpino e sciatore freestyle statunitense (n. 1978)

## Sciatori freestyle(1)
- Travis Gerrits, sciatore freestyle canadese (Milton, n. 1991)

## Scrittori(1)
- TJ Klune, scrittore statunitense (Roseburg, n. 1982)

## Tennisti(2)
- Travis Parrott, ex tennista statunitense (Portland, n. 1980)
- Travis Rettenmaier, ex tennista statunitense (Los Angeles, n. 1983)

## Velocisti(1)
- Travis Padgett, velocista statunitense (Shelby, n. 1986)

## Wrestler(2)
- Travis Banks, wrestler neozelandese (Bulls, n. 1987)
- Tyson Tomko, ex wrestler statunitense (Jacksonville, n. 1976)

## Senza attività specificata(2)
- Travis Mayer, ex sciatore freestyle statunitense (Buffalo, n. 1982)
- Travis Walton,  statunitense (Snowflake, n. 1953)